# Гавіньяно (провінція Рим)
Гавіньяно, Ґавіньяно (італ. Gavignano) — муніципалітет в Італії, у регіоні Лаціо,  метрополійне місто Рим-Столиця.
Гавіньяно розташоване на відстані близько 55 км на південний схід від Рима.
Населення — 1934 особи (2014).
Щорічний фестиваль відбувається 16 серпня. Покровитель — святий Рох.

## Демографія
Населення за роками:

Станом на 1 січня 2023 року в муніципалітеті офіційно проживали 73 іноземці з 9 країн, серед них 41 громадянин країн Євросоюзу та 5 громадян України.

## Сусідні муніципалітети
- Ананьї
- Коллеферро
- Горга
- Монтеланіко
- Паліано
- Сеньї